# Kaevussaare
Koordinaten: 58° 58′ N, 26° 48′ O
Kaevussaare ist ein Dorf (estnisch küla) in der Landgemeinde Avinurme (Avinurme vald). Es liegt im Kreis Ida-Viru (Ost-Wierland).
Das Dorf hat 22 Einwohner (Stand 2010).